# NGC 379
NGC 379 (również PGC 3966 lub UGC 683) – galaktyka soczewkowata (S0), znajdująca się w gwiazdozbiorze Ryb. Odkrył ją William Herschel 12 września 1784 roku. Należy do grupy galaktyk oznaczonej jako Arp 331 w Atlasie Osobliwych Galaktyk Haltona Arpa.